# Gheranda Samhita
A Gheranda Samhita (em sânscrito घेरण्ड संहिता Gheraṇḍa saṃhitā, significando "coleção de Gheranda") é um manual de Hatha Yoga do século XVII que consta de 351 estrofes distribuídas em sete capítulos. É uma das três escrituras clássicas do Hatha Yoga e as técnicas que apresenta formam a base de muitas práticas do Yoga contemporâneo. O ensinamento apresenta-se em forma de diálogo entre o sábio Gheranda, de quem nada se conhece, e seu discípulo Chanda Kápáli. Esta obra Vaishnavita toma como modelo o Hatha Yoga Pradipika e alguns versos têm correspondência com os do dito manual. 
Gheranda ensina uma disciplina de sete passos (sapta-sádhana) e descreve não menos de trinta e duas posturas (ásana) e vinte e cinco “selos” (mudra). A parte mais original deste trabalho é o extenso tratamento das técnicas de purificação (shodhana). Também propõe uma interessante classificação do fenómeno do ênstase (samádhi). Existem numerosos comentários a este texto.